# Poseidon (företag)
För fastighetsbolaget, se Bostads AB Poseidon.
Poseidon är en svensk dykutrustningstillverkare. Poseidon grundades 1958 av Ingvar Elfström  och Dennis Österlund i Göteborg.

## Viktiga årtal
- 1958 tillverkade Poseidon världens första enslangsregulator, Poseidon Cyklon Junior.
- 1962 tillverkade Poseidon världens första vattentäta krage för torrdräkter.
- 1963 tillverkade Poseidon världens första torrdräkt i neopren.
- 1972 tillverkade Poseidon sin första regulator för 300 bar.
- 2009 lansersde Poseidon världens första helautomatiska rebreather för sportdykare